# مرد عنکبوتی ۲ (بازی ویدئویی ۲۰۲۳)
مرد عنکبوتی ۲ (انگلیسی: Marvel's Spider-Man 2) یک بازی ویدئویی به سبک اکشن-ماجراجویی است که توسط اینسامنیاک گیمز توسعه یافته و به‌وسیلهٔ سونی اینتراکتیو انترتینمنت منتشر شده‌است. این بازی بر اساس دو شخصیت ابرقهرمان پیتر پارکر و مایلز مورالز از شرکت مارول کامیکس ساخته شده‌است، و سومین عنوان از مجموعه بازی‌های مرد عنکبوتی مارول، و دنبالهٔ بازی مرد عنکبوتی (۲۰۱۸) و مرد عنکبوتی: مایلز مورالس (۲۰۲۰) به‌شمار می‌رود. تریلر این بازی در کنفرانس سونی در سال ۲۰۲۱ منتشر شد و اعلام شد که یکی از شخصیت‌های بازی ونوم می‌باشد. این بازی در ۲۰ اکتبر ۲۰۲۳ به صورت انحصاری برای پلی‌استیشن ۵ منتشر شد. تریلر گیم‌پلی این بازی در نمایش پلی‌استیشن در سال ۲۰۲۳ به نمایش درآمد و کریون شکارچی و مارمولک/(دکتر کانرز) به عنوان خبیث‌های جدید معرفی شدند. تاریخ انتشار بازی با تریلری کوتاه مشخص شد.

## گیم پلی
مارول اسپایدرمن ۲ یک بازی ویدئویی اکشن-ماجراجویی تک‌نفره است که در منظر سوم شخص و در جهانی باز اجرا می‌شود. مانند بازی قبلی، پیتر پارکر و مایلز مورالس دو شخصیت اصلی بازی هستند که به صورت جداگانه مطابق با داستان، قابل بازی هستند. ماموریت‌های اختصاصی، هم در داستان اصلی و هم به عنوان بخشی از محتوای جانبی خواهند بود که به‌طور خاص از ویژگی‌های فردی آن‌ها بهره می‌برد. بازیکنان می‌توانند توانایی‌های جدیدی به دست آورند و لباس‌های مختلف مرد عنکبوتی را جمع‌آوری کنند.
براساس سیستم مبارزه عناوین قبلی، هردو مردعنکبوتی قادر به مقابله در برابر حملات فیزیکی هستند. در حین پیمایش گیم پلی بازی، نشان داده شد که لباس‌های پیتر و مایلز مجهز به وب وینگز (Web Wings) هستند که باعث افزایش سرعت می‌شود. همچنین حالت‌های جدیدی به تیراندازهای وب اضافه شده‌است، مانند قرار دادن یک وب لاین (Web Line) بر روی دیوارها که در طول قسمت‌های مخفی‌کاری، می‌توان از آن استفاده کرد.

## توسعه و معرفی
توسعهٔ بازی در سال ۲۰۲۰ و قبل از انتشار مرد عنکبوتی: مایلز مورالس آغاز شد. توسعه‌دهندگان بازی بزرگ‌تری را به‌جای مایلز مورالس در نظر گرفته‌بودند که قرار بود در طی سال‌های آتی منتشر شود. آن‌ها قصد داشتند تا نگاهی نو به سری بیاندازند و محدودیت‌های پلی‌استیشن ۴ را کنار بزنند تا بتوانند از تمامی ظرفیت‌های پلی‌استیشن ۵ برای ساختِ یک بازی تمام‌عیار، استفاده کنند. تیم اینسامنیاک گیمز طی سال ابتدایی توسعه، یعنی در سال ۲۰۲۱، در نمایش سونی، با یک تریلر ویرایش‌نشده که بر روی کیت توسعهٔ پلی‌استیشن ۵ ضبط شده بود، از بازی رونمایی کردند. طرفداران از روی صدای تریلر منتشرشده، حضور شخصیت کریون شکارچی در بازی را متوجه شده‌بودند هرچند که تریلر، روی شخصیت ونوم متمرکز بود. با گذشت مدتی طولانی از زمان رونمایی بازی، در روز ۲۴ مه ۲۰۲۳، رسماً از گیم‌پلی یکی از مراحل بازی رونمایی شد؛ در نمایش بزرگ سال ۲۰۲۳ پلی‌استیشن. مدتی بعد از نمایش، تیم سازنده اعلام کرد که قصد دارد به‌زودی از تاریخ‌انتشار بازی رونمایی کند. مدتی بعد، در ۸ ژوئن ۲۰۲۳، رسماً در سامر گیم فست سال ۲۰۲۳، تأیید شد که بازی برای انتشار در ۲۰ اکتبر ۲۰۲۳ (۲۸ مهر ۱۴۰۲) برنامه‌ریزی شده‌است. تیم سازنده مدتی بعد تأیید کرد که به‌دلیل درایو حالت جامد در کنسول پلی‌استیشن ۵، تغییر شخصیت بین پیتر و مایلز در کسری از ثانیه رخ می‌دهد و بارگذاری‌ها کوتاه‌تر شده‌اند. همچنین با اضافه‌شدن مناطقی چون کوئینز، محیط بازی دوبرابر بزرگ‌تر شده‌است.

## طرح داستان
داستان مردعنکبوتی ۲، اندکی پس از وقایع عناوین مرد عنکبوتی: مایلز مورالس (انتشار در نوامبر ۲۰۲۰) و مرد عنکبوتی (انتشار در سپتامبر ۲۰۱۸) رخ می‌دهد. جایی که ونوم به شخصیت پیتر پارکر نفوذ کرده‌است و اکنون، پیتر قدرت‌مندتر شده‌است و تغییراتی در خُلق و اخلاق‌اش رخ داده‌است. ۶ ماه قبل از واردشدن کریون شکارچی به نیویورک، او شخصی را هنگام جست‌وجو در جنگلی تاریک، به‌قتل می‌رساند و هم‌اکنون به‌دنبال شکار جدیدی است و شهر نیویورک را به‌عنوان شکارگاه جدیدش در نظر می‌گیرد. او برای شکار دکتر کانرز به نیویورک می‌آید که با واکنش مستقیم پیتر پارکر/ونوم و مایلز مورالز مواجه می‌شود.